# Edgar Raymond Kiess

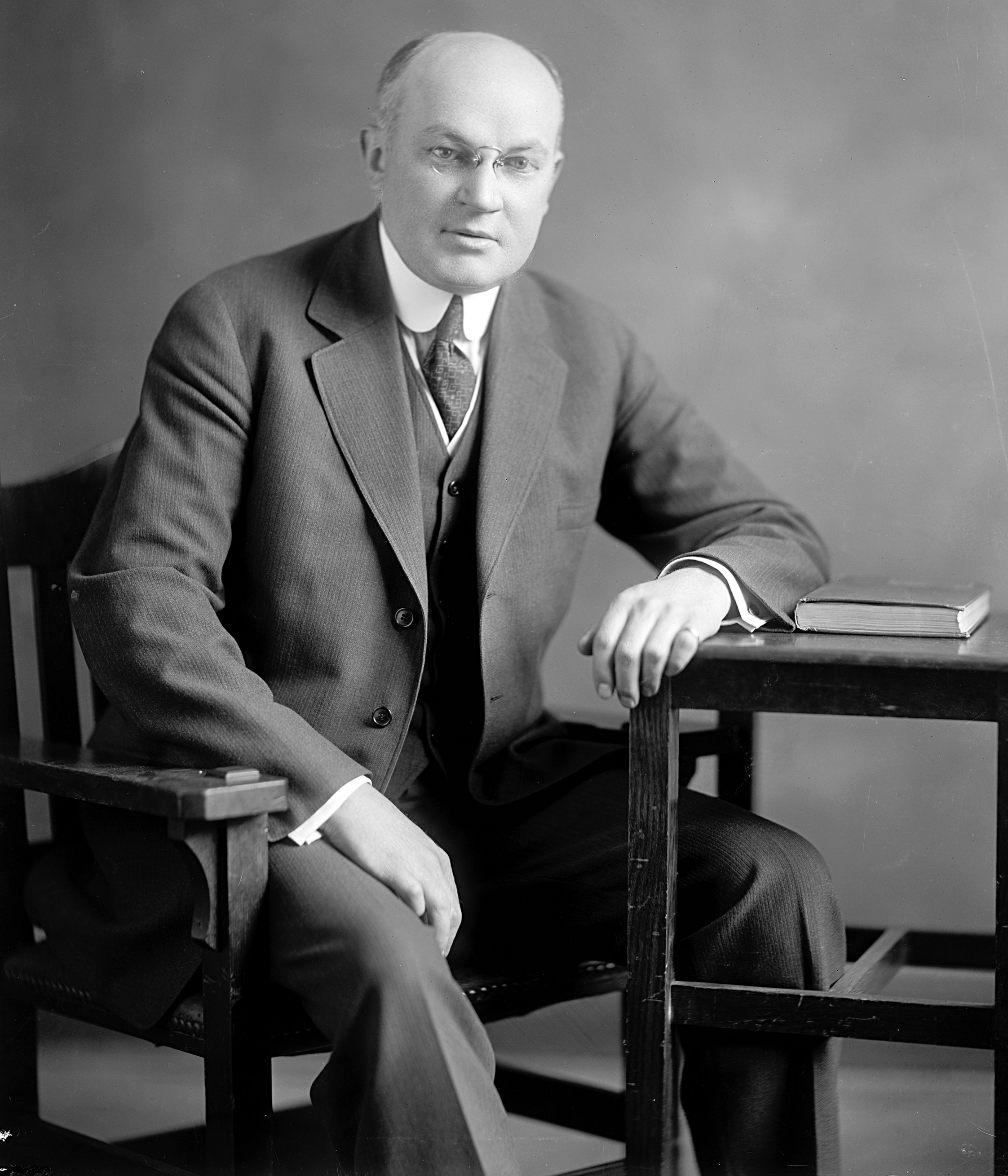
Edgar Raymond Kiess

Edgar Raymond Kiess (* 26. August 1875 in Warrensville, Lycoming County, Pennsylvania; † 20. Juli 1930 in Eagles Mere, Pennsylvania) war ein US-amerikanischer Politiker. Zwischen 1913 und 1930 vertrat er den Bundesstaat Pennsylvania im US-Repräsentantenhaus.

## Werdegang
Edgar Kiess besuchte die öffentlichen Schulen seiner Heimat und danach bis 1892 die Lycoming County Normal School in Muncy. In den folgenden zwei Jahren unterrichtete er selbst als Lehrer. Ab 1894 war er in Hughesville im Zeitungsgeschäft tätig. Gleichzeitig schlug er als Mitglied der Republikanischen Partei eine politische Laufbahn ein. Zwischen 1904 und 1910 saß er als Abgeordneter im Repräsentantenhaus von Pennsylvania. Ab 1910 war er geschäftlich in Williamsport tätig. Ab 1912 war er bis zu seinem Tod Kurator des Pennsylvania State College.
Bei den Kongresswahlen des Jahres 1912 wurde Kiess im 15. Wahlbezirk von Pennsylvania in das US-Repräsentantenhaus in Washington, D.C. gewählt, wo er am 4. März 1913 die Nachfolge des Demokraten William Bauchop Wilson antrat. Nach acht Wiederwahlen konnte er bis zu seinem Tod am 20. Juli 1930 im Kongress verbleiben. Ab 1923 vertrat er dort als Nachfolger von Isaac Clinton Cline den 16. Distrikt seines Staates. Ab 1925 war Kiess Vorsitzender des Committee on Insular Affairs. In seine Zeit als Abgeordneter fielen unter anderem der Erste Weltkrieg und der Beginn der Weltwirtschaftskrise Ende 1929. Außerdem wurden während seiner Zeit im Kongress der 16., der 17., der 18., und der 19. Verfassungszusatz ratifiziert.